# Pseudopimelodus pulcher
Pseudopimelodus pulcher (Boulenger, 1887) es una especie de peces de la familia Pseudopimelodidae en el orden de los Siluriformes.
Sinónimos: Pimelodus pulcher , Rhyacoglanis  pulcher , Pseudopimelodus variolosus.

## Morfología
P, pulcher, se distingue de otros Pseudopimelodidae por tres sinapomorfías: presencia de una mancha clara en la mejilla; una conexión entre el centro de la franja oscura de la aleta caudal y la pigmentación oscura del pedúnculo caudal; y un total de 30-35 vértebras.
Los machos pueden llegar alcanzar los 8,7 cm de longitud total.

## Distribución y Hábitat
América del Sur: Rio Marañón, Pastaza, Bobonaza, Napo, Curaray, Villano. Cuenca alta del río Amazonas, Amazonas, Alto Amazonas, Ecuador.
Es un pez de agua dulce y de clima tropical.